# Tintura de cabelo

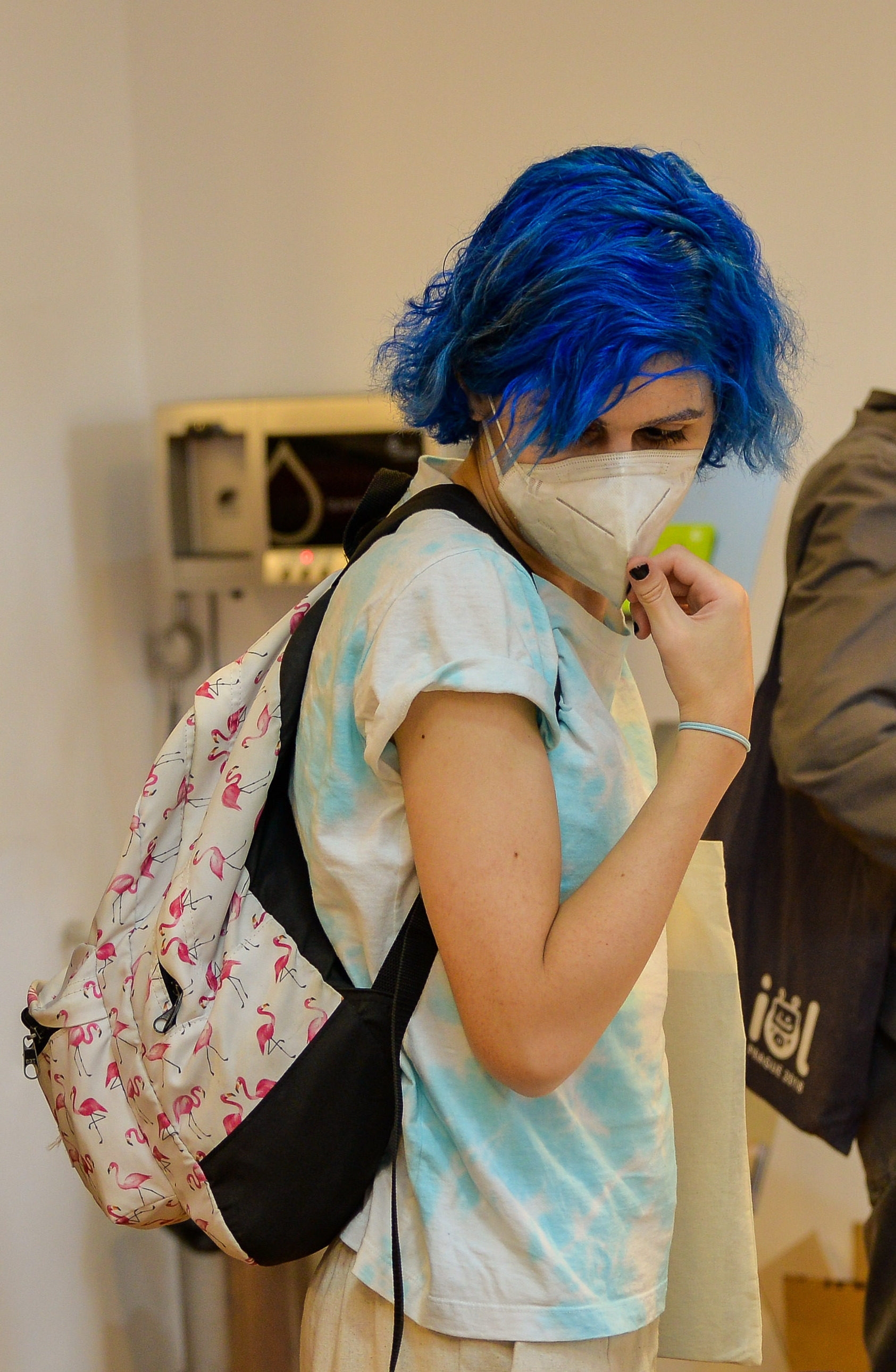
Pessoa de cabelo azul durante a WikiCon Brasil 2022

Coloração de cabelo, ou tintura de cabelo, é a prática de mudar a cor dos cabelos. As principais razões para isso são cosméticas: cobrir cabelos grisalhos ou brancos, mudar para uma cor considerada mais elegante ou desejável, ou restaurar a cor original do cabelo depois de ter sido descolorido por processos de cabeleireiro ou descoloração solar.
A coloração do cabelo pode ser feita profissionalmente por um cabeleireiro ou de forma independente em casa. Hoje, a tintura de cabelo é muito popular, com 75% das mulheres e 18% dos homens que vivem em Copenhague tendo relatado o uso de tintura de cabelo (de acordo com um estudo da Universidade de Copenhague). A coloração caseira nos Estados Unidos atingiu US$ 1,9 bilhão em 2011 e havia a previsão de aumento para US$ 2,2 bilhões até 2016.

## História
Diodoro Siculo, um historiador grego, descreveu em detalhes como celtas tingiam seus cabelos de loiro: "Seu aspecto é assustador... Eles são muito altos em estatura, com músculos protuberantes sob a pele branca clara. Seus cabelos são loiros, mas não naturalmente: eles descolorem, até hoje, artificialmente, lavando-os com cal e penteando-os para trás da testa. Eles se parecem com demônios da floresta, seus cabelos grossos e desgrenhados como a crina de um cavalo. Alguns deles são bem barbeados, mas outros — especialmente os de alto escalão — raspam as bochechas, mas deixam um bigode que cobre toda a boca."

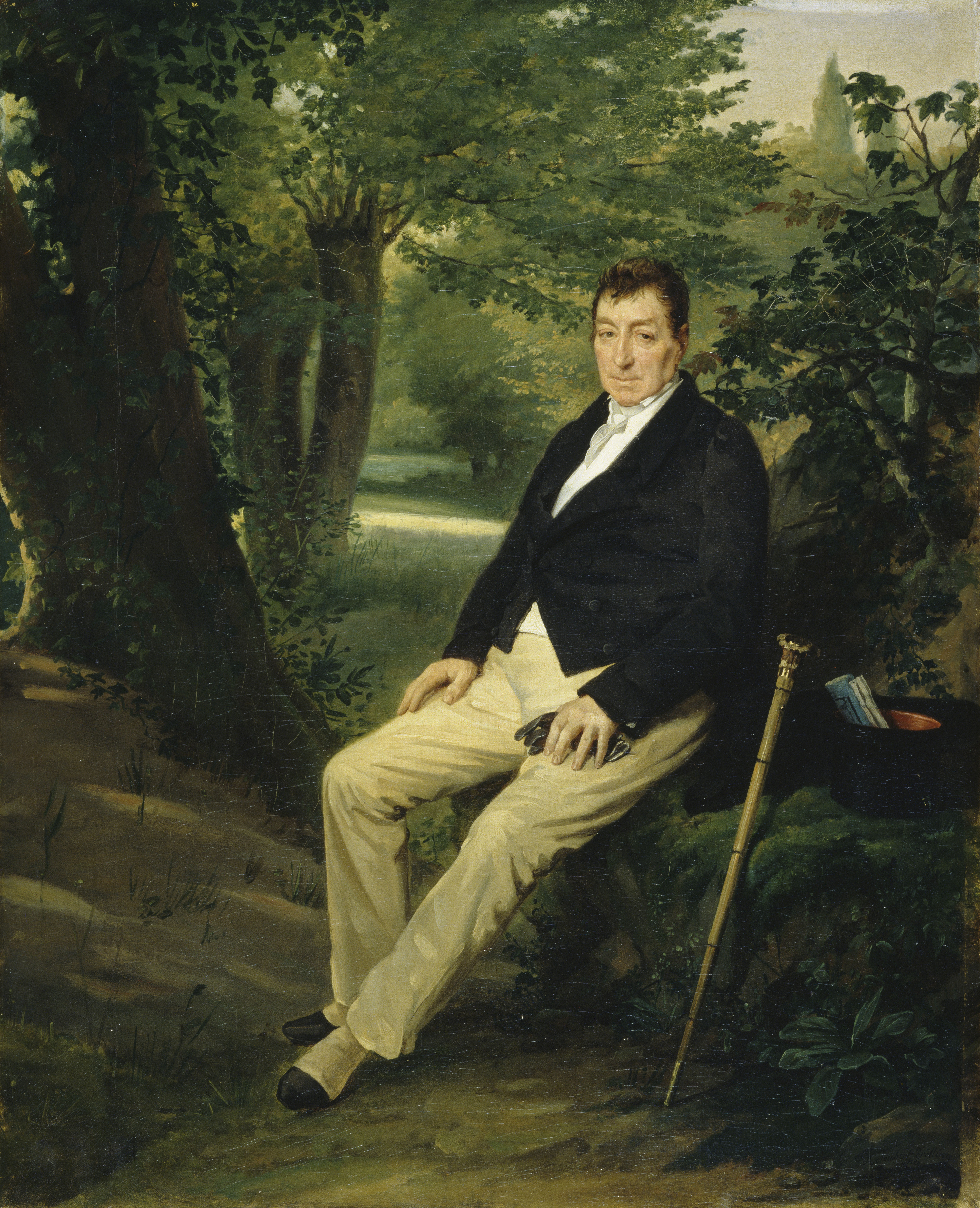
Lafayette em 1830, aos 73 anos, com cabelos negros como breu (pintura de Louise-Adéone Drölling).

A coloração dos cabelos é uma arte milenar que envolve o tratamento dos cabelos com diversos compostos químicos. Antigamente, os corantes eram obtidos de plantas. Alguns dos mais conhecidos são henna (Lawsonia inermis), corante anil, senna, açafrão e amla . Outros incluem katam (buxus dioica), casca de nogueira preta, ocre vermelho e alho-poró. No livro de 1661, Eighteen Books of the Secrets of Art & Nature, são explicados vários métodos de coloração de cabelo preto, dourado, verde, vermelho, amarelo e branco. O desenvolvimento de corantes sintéticos para cabelos remonta à descoberta da reatividade da parafenilenodiamina (PPD) em 1860 com o ar.
Eugène Schueller, o fundador da L'Oréal, é reconhecido por criar a primeira tintura de cabelo sintética em 1907. Em 1947, a empresa de cosméticos alemã Schwarzkopf lançou o primeiro produto de cor para casa, "Poly Color". A tintura de cabelo é agora uma indústria multibilionária que envolve o uso de corantes derivados de plantas e sintéticos.